# 8e régiment de tirailleurs de la Garde impériale

Le 8etirailleurs de la garde est un régiment français des guerres napoléoniennes. Il fait partie de la Jeune Garde.

## Historique du régiment
- 1813 - Créé et nommé 8e régiment de tirailleurs de la Garde impériale,
- 1814 - Dissout,
- 1815 - Reformé 8e Régiment de Tirailleurs de la Garde Imperiale.

## Chef de corps
- 1813 : Laurede
- 1813 : Edmé Lepaige-Dorsenne
- 1814 : Varlet

## Batailles
Ce sont les batailles principales où fut engagé très activement le régiment. Il participa évidemment à plusieurs autres batailles, surtout en 1814.
- 1813 : Campagne d'Allemagne
  - Bataille de Dresde,
  - 16-19 octobre : Bataille de Leipzig
- 1814 : Campagne de France (1814)
  - Brienne,
  - Bar-sur-Aube,
  - Bataille de Troyes
  - Arcis-sur-Aube,
- 1815 : 
  - Waterloo.